# Łęczówka
Łęczówka – kolonia w Polsce położona w województwie zachodniopomorskim, w powiecie stargardzkim, w gminie Stara Dąbrowa, położona 5 km na północny na zachód od Starej Dąbrowy (siedziby gminy) i 13 km na północny wschód od Stargardu (siedziby powiatu).
W latach 1975–1998 miejscowość położona była w województwie szczecińskim.